# Theodor Goldmann

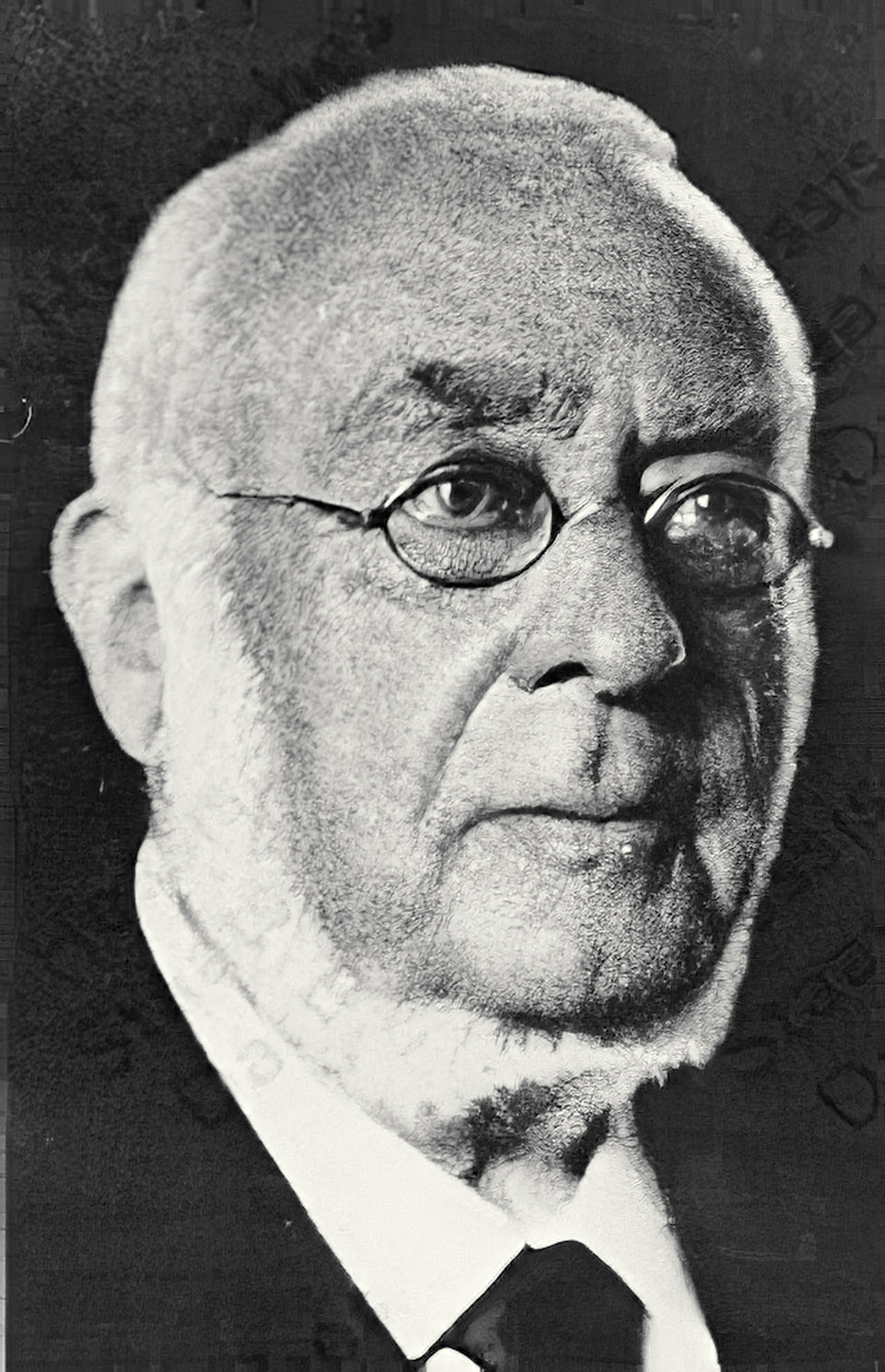
Theodor Goldmann

Carl Ludwig Theodor Goldmann (* 2. Juli 1821 in Gießen; † 28. Oktober 1905 in Darmstadt) war ein hessischer Verwaltungsjurist und Politiker. Er war Abgeordneter der Zweiten und später der Ersten Kammer der Landstände des Großherzogtums Hessen.

## Familie
Theodor Goldmann war der Sohn des Obermedizinalrates, Geheimrates und Landtagsabgeordneten Wilhelm Christian Georg Goldmann (1792–1873) und dessen Frau Wilhelmine, geborene von Zangen. Die Familie war evangelisch.
Theodor Goldmann heiratete am 25. September 1849 in Gießen Emilie Dietz (1825–1894), die Tochter des „Grenzeinnehmers“ (Zollbeamten) Johann Adam Dietz.

## Karriere
Goldmann studierte ab 1838 Rechtswissenschaft an der Universität Gießen und schloss das Studium 1842 mit der Promotion zum Dr. jur. ab. Noch im gleichen Jahr wurde er Akzessist am Hofgericht Darmstadt. 1847 wurde er Mitglied der fürstlich ysenburgischen Rentkammer in Büdingen. Bei der durch die Revolution von 1848 im Großherzogtum Hessen ausgelösten Gebiets- und Verwaltungsreform wurde er 1848 Sekretär der Regierungskommission des Regierungsbezirks Biedenkopf. Ebenfalls 1848 war er als Rechtsanwalt in Biedenkopf tätig. Nach der Wiederherstellung der Kreise 1852 wurde er Assessor beim Kreis Darmstadt, 1854 kommissarisch, ab 1855 definitiv Kreisrat des Kreises Lauterbach. Maßgeblich beteiligt war er hier an der Gründung des „Landwirtschaftlichen Vereins“ und einer Weber- und Handwerkerschule. 1858 wechselte er als Kreisrat zum Kreis Dieburg und 1866 zum Kreis Gießen. Dieses Amt war mit dem des Direktors der Provinz Oberhessen in Personalunion verbunden. Als die preußische Armee im Krieg von 1866 die Provinz Oberhessen besetzte, verweigerte Theodor Goldmann den Eid auf den König von Preußen und wurde so mehrere Wochen lang in Wesel in Kriegsgefangenschaft genommen. Politisch stand er jedoch gleichwohl für die Kleindeutsche Lösung.
1870 wechselte er in gleicher Position und Kombination (Kreisrat und Provinzialdirektor) zur Provinz Starkenburg und dem Kreis Darmstadt. 1874 nahm er dann die Stelle des Provinzialdirektors der dritten hessischen Provinz, Rheinhessen ein, was mit der Stelle des Kreisrats von Mainz und zusätzlich mit dem Amt des landesherrlichen Territorialkommissars an der Festung Mainz verbunden war. Seine Karriere endete 1877 als Präsident des Oberkonsistoriums der Evangelischen Landeskirche Hessen in Darmstadt. 1899 trat er in den Ruhestand.

## Weitere Engagements
- Von 1866 bis 1872 gehörte er während des 19. bis 21. Landtags der Zweiten Kammer der Landstände an. Er wurde für den Wahlbezirk Starkenburg 2/Groß-Gerau (I), gewählt. 1872 bis 1875 war er erneut, diesmal für den Wahlbezirk Starkenburg 14/Groß-Gerau Abgeordneter der zweiten Kammer. In den Ständen vertrat er liberal/konservative Positionen.[10]
- 1871 wurde er Präsident des Landwirtschaftlichen Vereins für Starkenburg und Präsident der Zentralstelle für die Landwirtschaft und die landwirtschaftlichen Vereine.[11]
- 1872 Vorsitzender der Hoftheater- und Hofmusikdirektion[12]
- 1872 „Deputatus für die Vollziehung des Gräflich-Erbach-Fürstenauischen Stamm-Schulden-Tilgungs-Status“[13]
- 1885 Gründung der „Arbeiterkolonie Neu-Ulrichstein“ im Kreis Alsfeld und eines Trägervereins (Projekt zur Integration von obdachlosen Männern)[14]
- 1886 Mitglied der Ersten Kammer der Landstände auf Lebenszeit. Er gehörte der Ersten Kammer vom 25. Bis zum 32. Landtag an.[15]
- 1903 Landständisches Mitglied der Staatsschuldenverwaltung[16]

## Ehrungen
- 1866: Verleihung des Ritterkreuzes I. Klasse des Ludewigs-Ordens[17]
- 1872 Geheimrat[18]
- 1873: Verleihung des Komturkreuzes II. Klasse des Verdienstordens Philipps des Großmütigen[19]
- 1875: Verleihung des Preußischen Kronenordens II. Klasse[20]
- 1877: Verleihung des Preußischen Kronenordens I. Klasse[21]
- 1884: Wirklicher Geheimrat, Exzellenz[22]
- 1886: Verleihung des Komturkreuzes des Verdienstordens Philipps des Großmütigen
- 1892: Dr. theol. h. c. (Ehrendoktor der Theologie) der Universität Gießen[23]
- 1899: Verleihung der Krone zum Großkreuz des Verdienstordens Philipps des Großmütigen[24]